# Hopewell (Virginie)
Pour les articles homonymes, voir Hopewell.
Hopewell est une ville indépendante de Virginie, aux États-Unis située sur l'estuaire de la James River, à sa confluence avec l'Appomattox River.
La place servit de quartier-général aux armées de l'Union durant la fin de la guerre de Sécession sous le nom de City Point.
Sa population a explosé durant les années 1920. Au recensement de 2010 sa population était de 22 591 habitants. La ville fait partie de l'aire métropolitaine de Richmond.

## Historique
Au milieu du XIXe siècle, il s'agissait d'un petit débarcadère fluvial à l'abandon. Durant la guerre de Sécession, dans le cadre de la campagne de Richmond-Petersburg, cette place stratégique fut transformée en une véritable petite ville grouillante d'activité servant à soutenir les opérations. Elle comprenait l'état-major, des magasins d'armes et de munitions, un grand hôpital ou encore des ateliers de réparation.